# Ternopil
Ternopil (în ucraineană Тернопіль, în poloneză Tarnopol) este oraș regional în regiunea Ternopil, Ucraina. Deși subordonat direct regiunii, orașul este și reședința raionului Ternopil. 

## Demografie
Componența lingvistică a orașului Ternopil
     Ucraineană (94,8%)
     Rusă (3,37%)
     Alte limbi (0,17%)
Conform recensământului din 2001, majoritatea populației orașului Ternopil era vorbitoare de ucraineană (94,8%), existând în minoritate și vorbitori de rusă (3,37%).

## Istorie
Regatul Poloniei 1540–1569

 Uniunea statală polono-lituaniană 1569–1772

 Imperiul Habsburgic 1772–1804

 Imperiul Austriac 1804–1809

 Imperiul Rus 1809–1815

 Imperiul Austriac 1815–1867

 Austro-Ungaria 1867–1918

 Republica Populară a Ucrainei Occidentale 1918–1919

 Republica Polonă 1919–1939

 Uniunea Sovietică (ocupația) 1939–1941

 Imperiul German (ocupația) 1941–1944

 Uniunea Sovietică (ocupația) 1944–1945

 Uniunea Sovietică 1945–1991

 Ucraina 1991–prezent 

## Personalități născute aici
- Ruslan Stefanciuk (n. 1975), avocat, om politic.

## Galerie de imagini

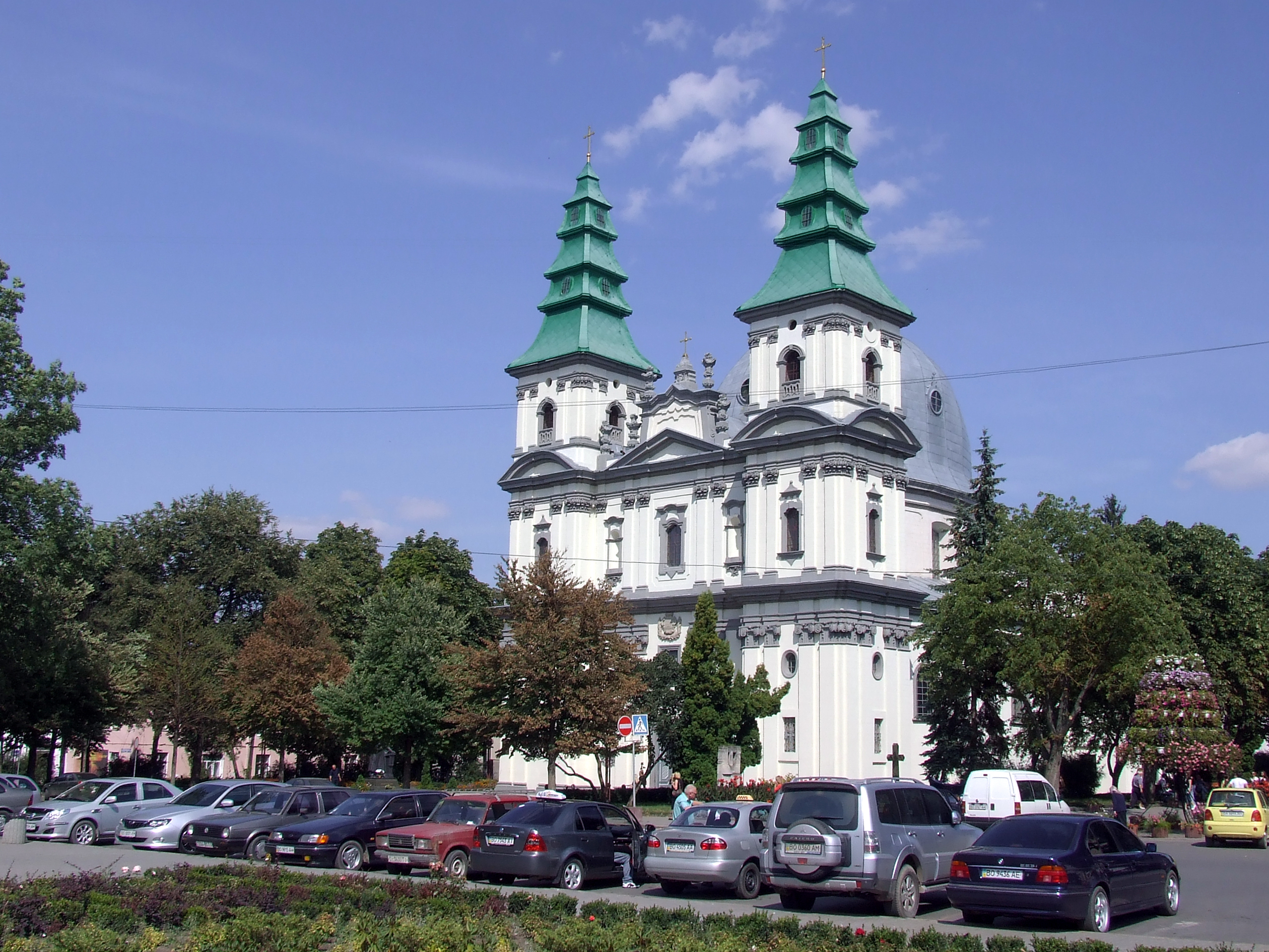
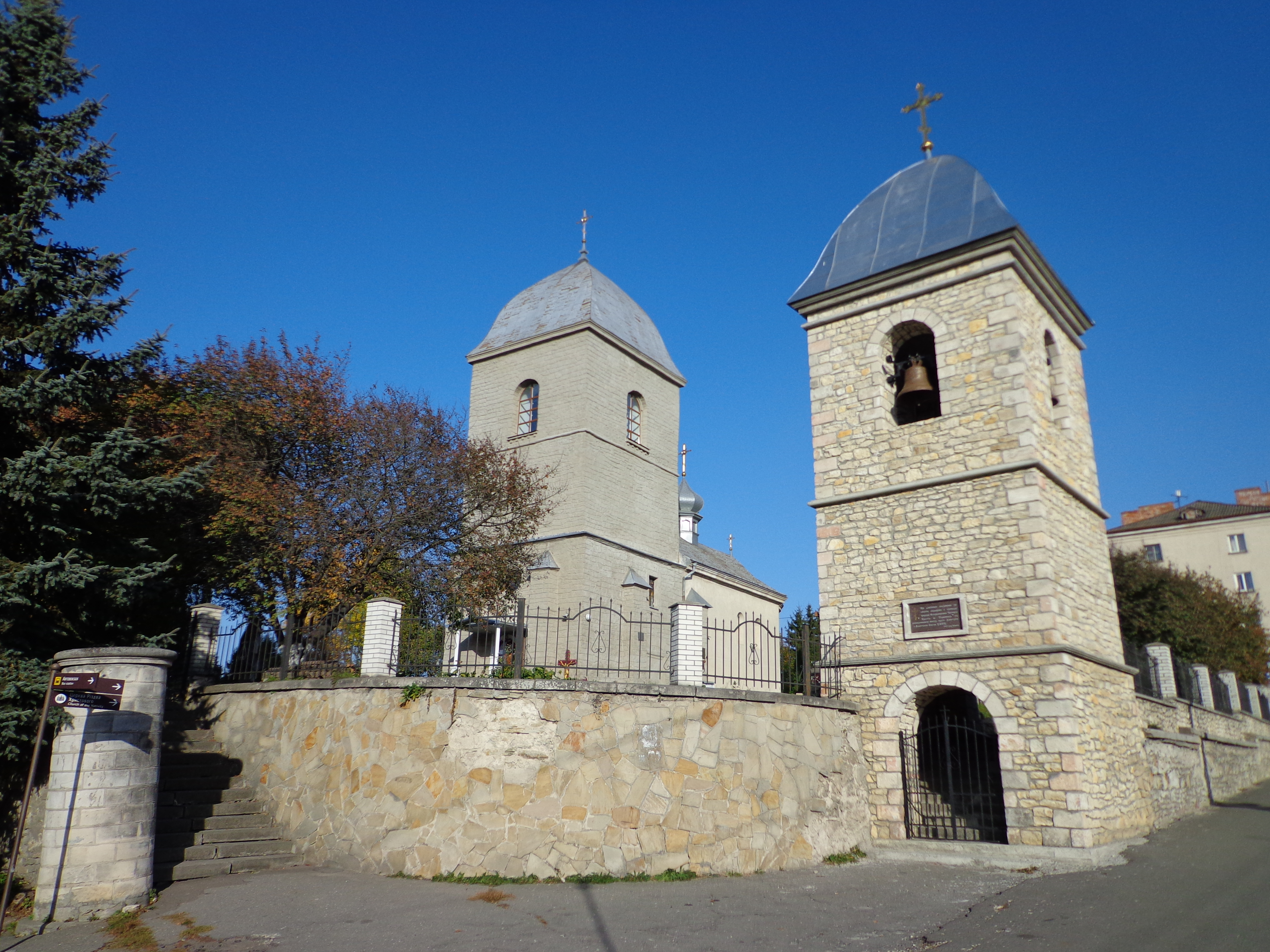
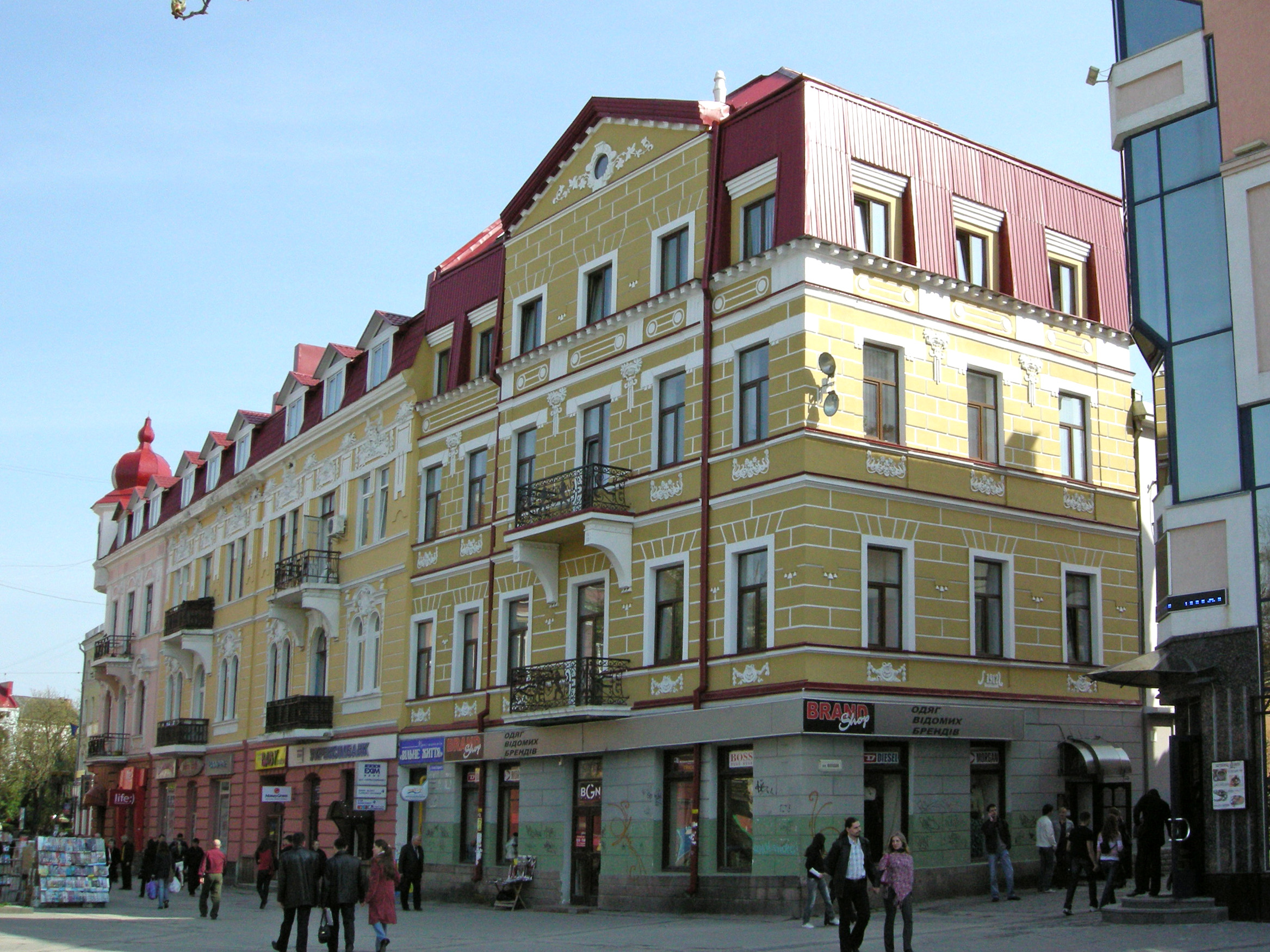
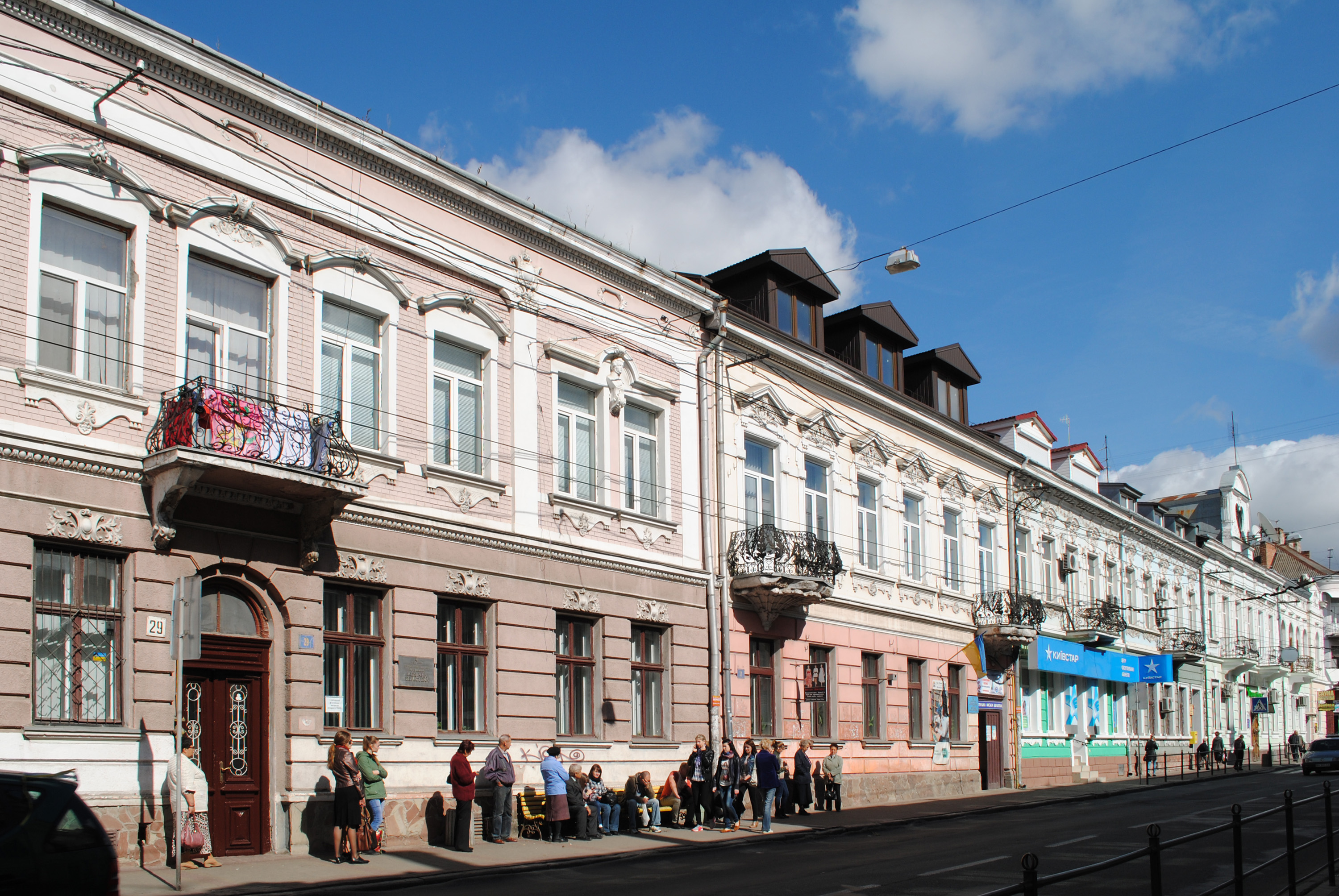
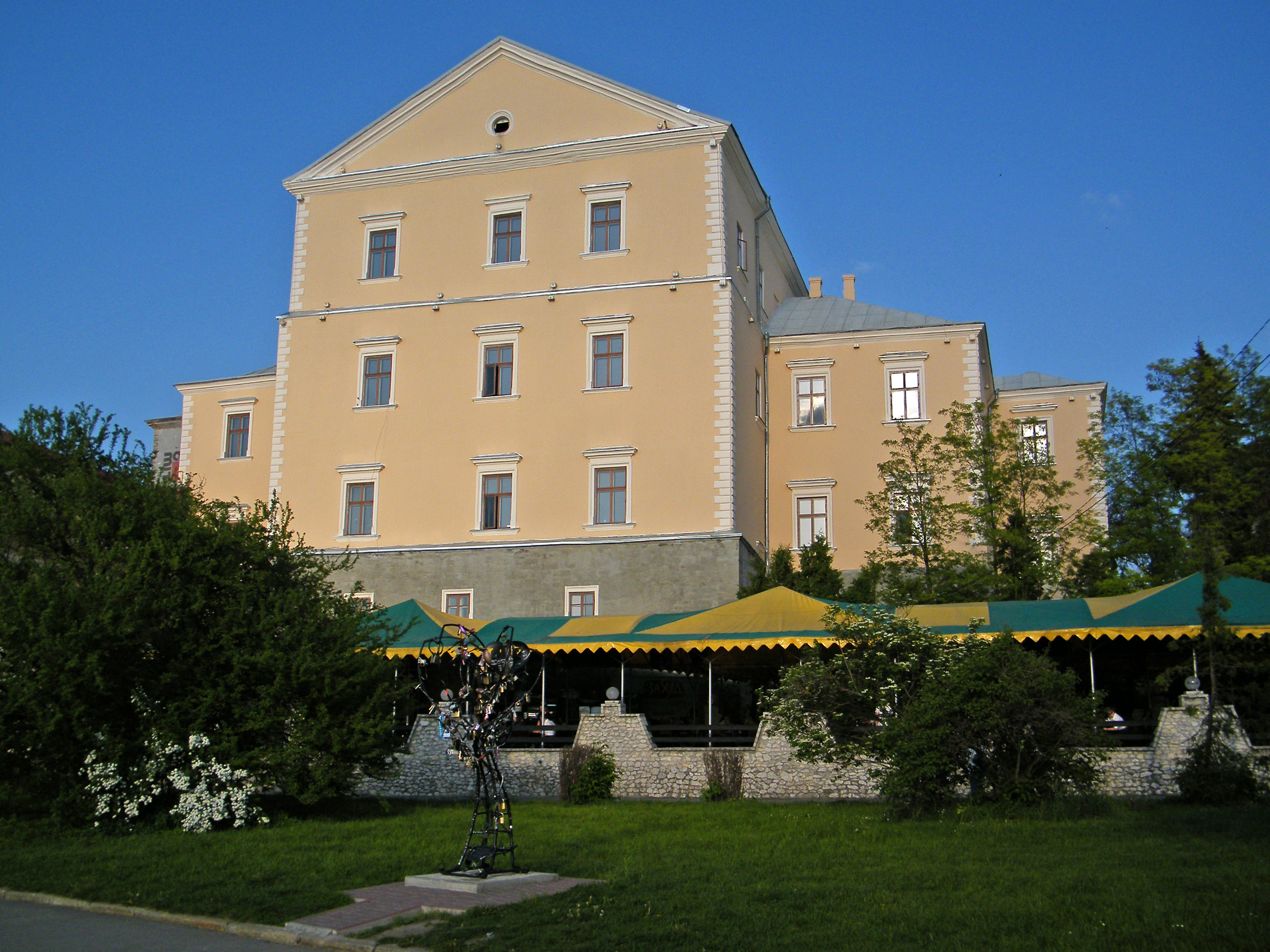
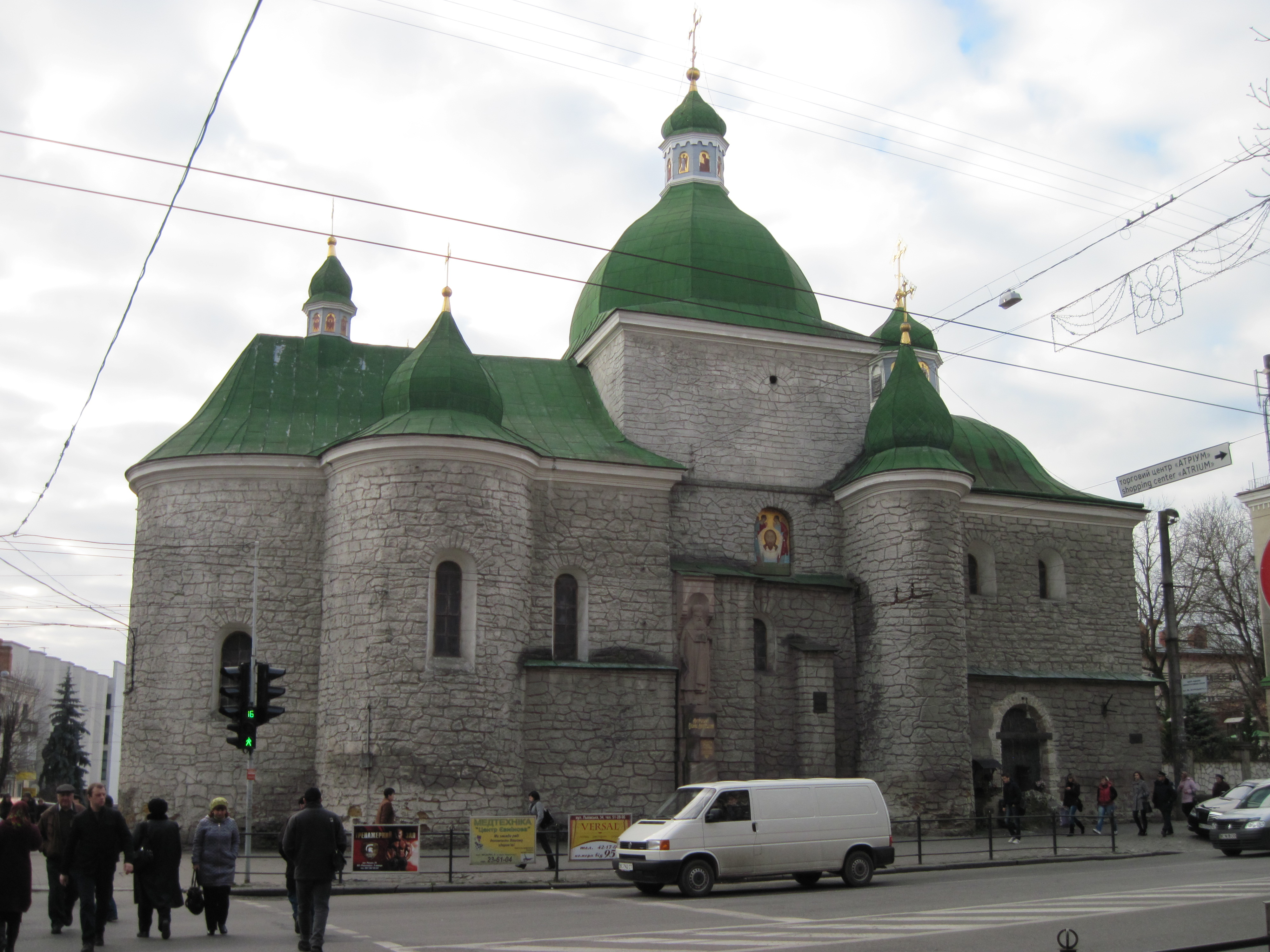
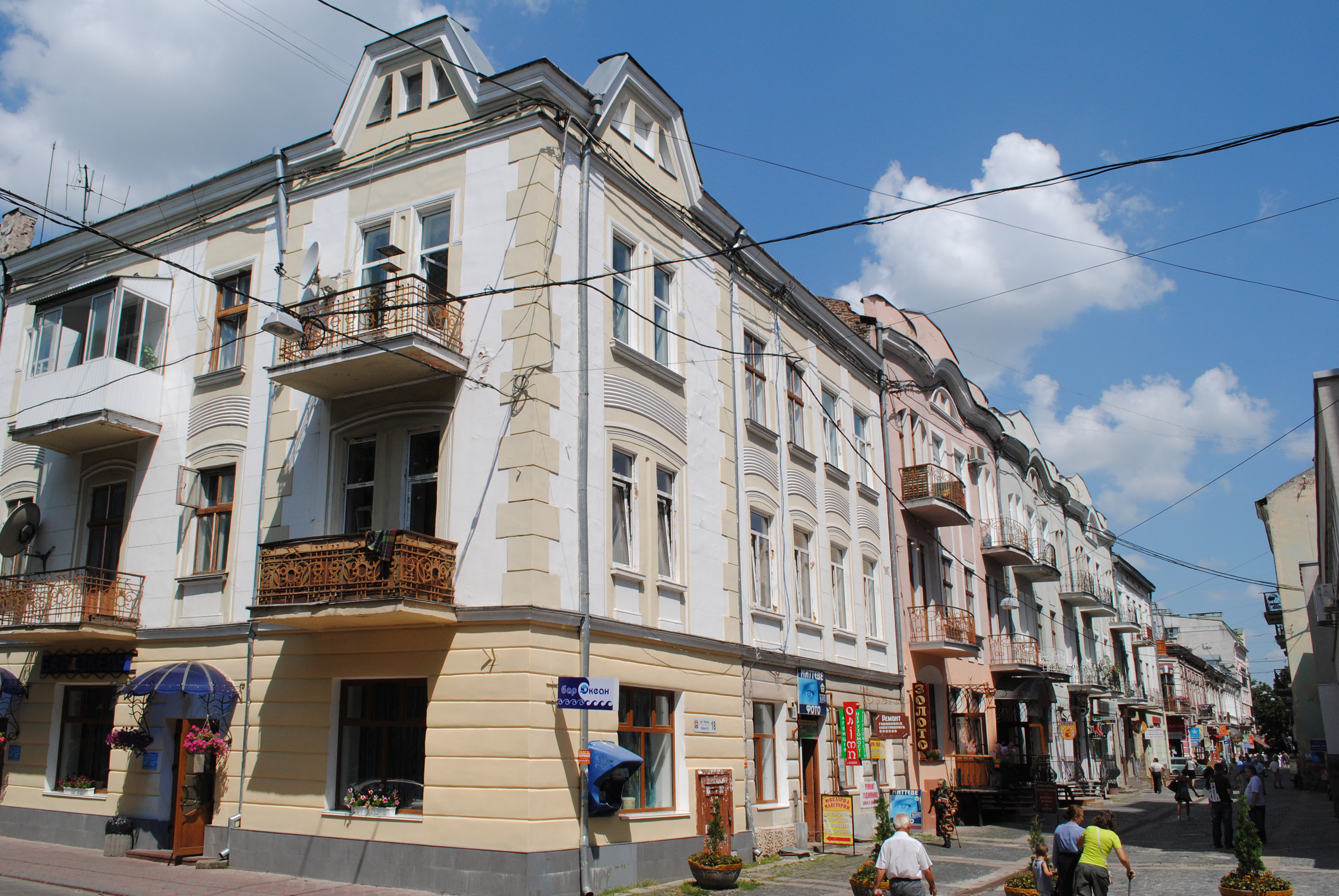
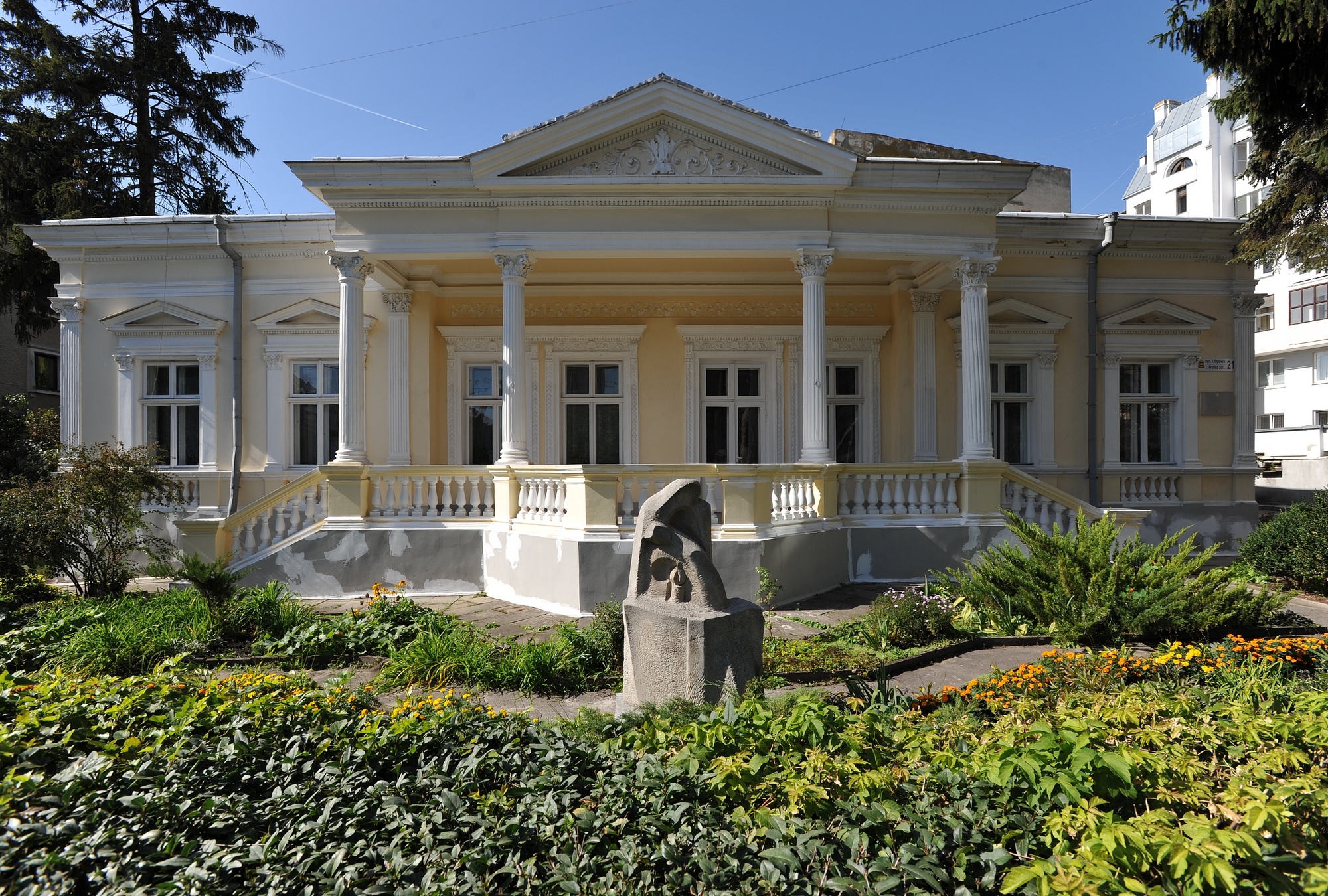
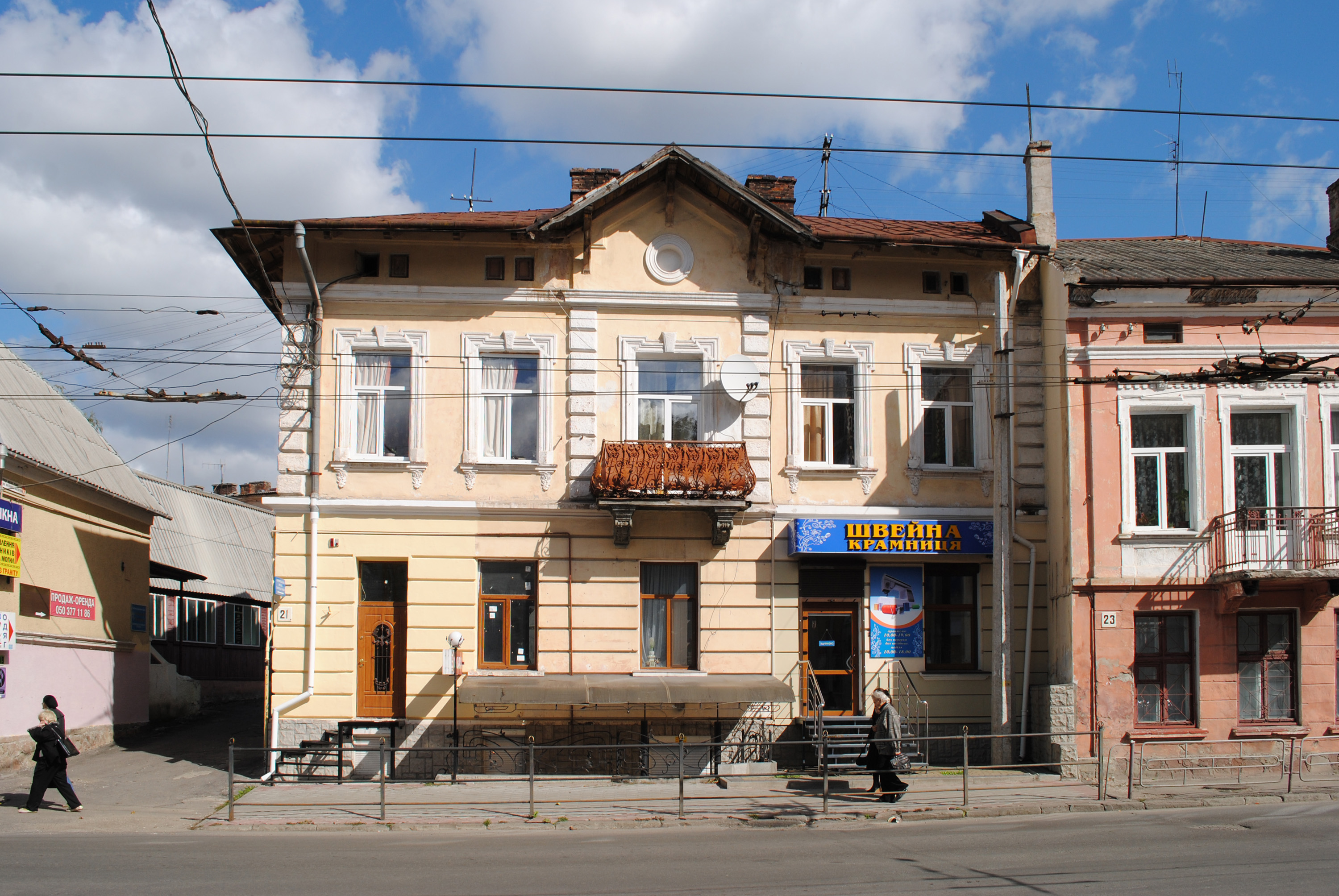
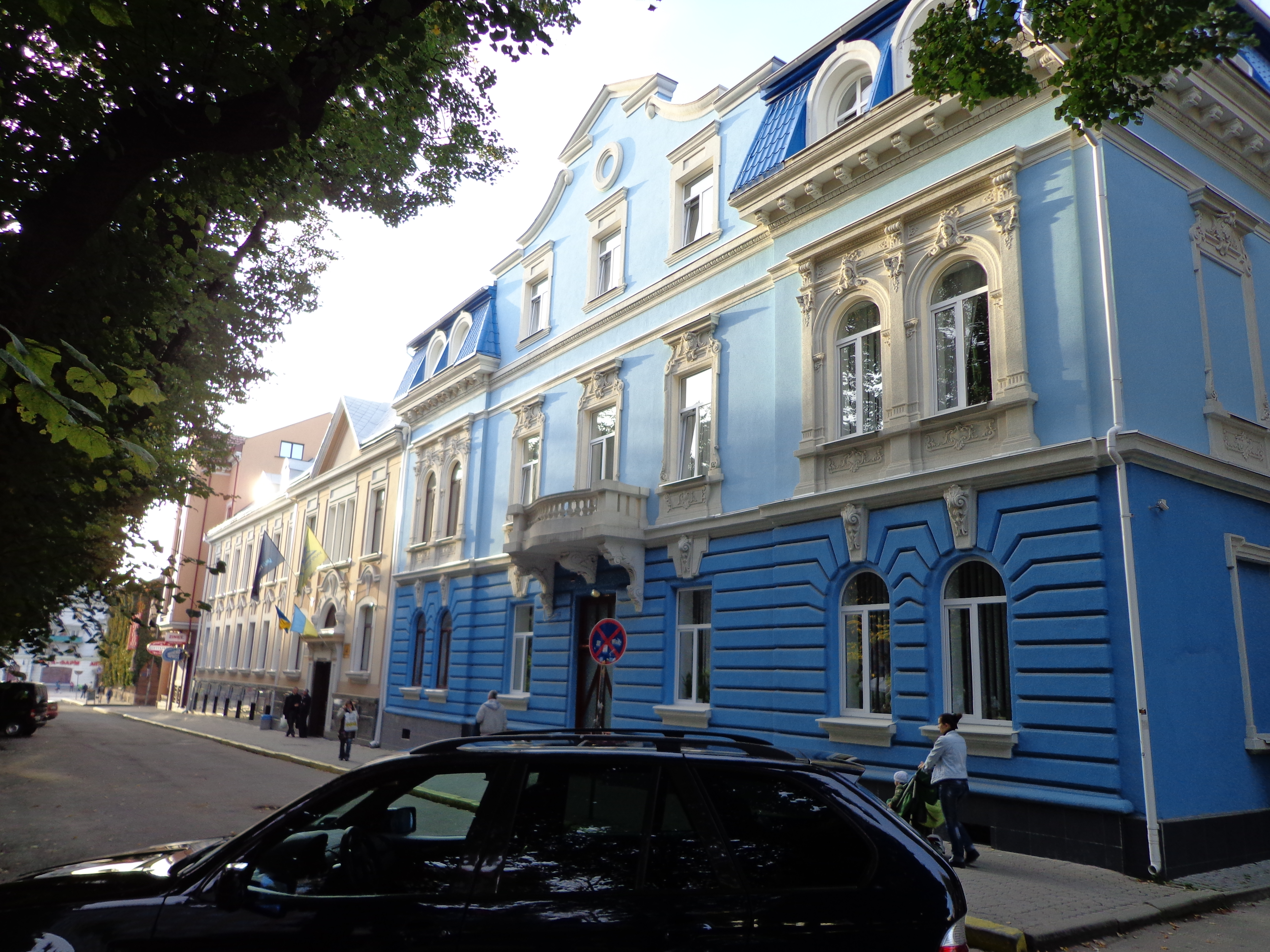